# Groupe PSA
 Groupe PSA  (dříve PSA Peugeot Citroën či Peugeot Société Anonyme) byl francouzský výrobce osobních a nákladních automobilů a motocyklů. Jeho výrobky byly prodávány pod značkami Peugeot, Citroën, DS, od roku 2017 byly součástí Groupe PSA i německý Opel a britský Vauxhall. Groupe PSA byl spoluvlastněn holdingem Peugeot S.A.
Akciová společnost vznikla v roce 1976, jako PSA Group (PSA je zkratka Peugeot Société Anonyme), poté co Peugeot S.A. převzala 89,95 % akcií bankrotující společnosti Citroën. 
V roce 2017 PSA oznámila, že s americkým General Motors dosáhla dohody na odkup německého Opelu a britského Vauxhallu, čímž se skupina stala druhým největším výrobcem automobilů v Evropě za Volkswagenem.
V listopadu 2019 oznámil výkonným ředitel Carlos Tavares, že došlo k dohodě o fůzi PSA s Fiat Chrysler automobiles (FCA). Nový koncern Stellantis vznikl 16. ledna 2021, čímž Groupe PSA a FCA zanikly.

## Dceřiné firmy
- Citroën
- DS
- Opel
- Peugeot
- Vauxhall
- Faurecia (majoritní vlastník)
- GEFCO
- Peugeot Citroën Moteurs
- Peugeot Motocycles
- Process Conception Ingénierie
- Banque PSA Finance
- další

## Výrobní závody
Automobily značek sdružených ve skupině PSA byly vyráběny na více místech. Následující přehled zachycuje stav v září 2017.
- Mylhúzy, Francie
- Poissy, Francie
- Rennes, Francie
- Sochaux, Francie
- Valenciennes, Francie
- Vigo, Španělsko
- Madrid, Španělsko
- Zaragoza, Španělsko
- Mangualde, Portugalsko
- Trnava, Slovensko
- Rüsselsheim am Main, Německo
- Eisenach, Německo
- Gliwice, Polsko
- Ellesmere Port, Spojené království
- Luton, Spojené království
- Buenos Aires, Argentina
- Porto Real, Brazílie

Mimo výše uvedených závody existují ještě další výrobny ve vlastnictví PSA, ve kterých jsou vyráběny různé součásti automobilů (např. v Maďarsku, Rakousku, Polsku, Francii).
Některé z automobilů skupiny PSA vznikají ve spolupráci s dalšími automobilkami, jako např.:
- Kolín, Česko – závod Toyota Motor Manufacturing Czech Republic, spolupráce s Toyotou
- Atessa, Itálie – závod Sevelsud, spolupráce s Fiatem
- Kaluga, Rusko – závod PCMA, spolupráce s Mitsubishi
- Wu-chan a Čcheng-tu, Čína – závody DPCA, spolupráce s Dongfeng Motors
- Šen-čen, Čína – závod CAPSA, spolupráce s Changan
- Teherán, Írán – spolupráce s Iran Khodro
- Štýrský Hradec, Rakousko – spolupráce s Magna Steyr, výroba vozu Peugeot RCZ
- Bursa, Turecko – spolupráce s Fiatem a Tofasem
- Okazaki a Mizushima, Japonsko – spolupráce s Mitsubishi

## Fotogalerie

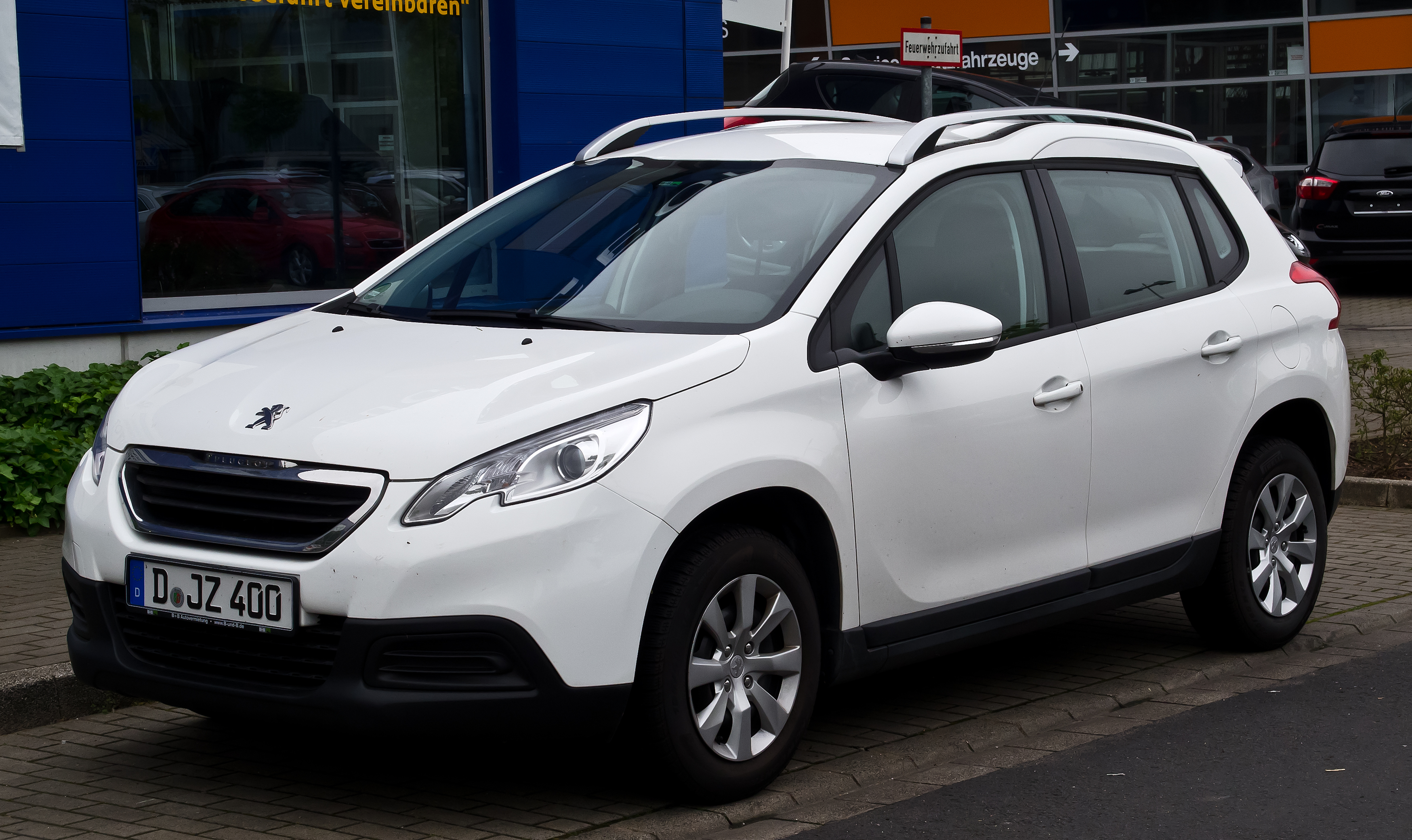
Peugeot 2008
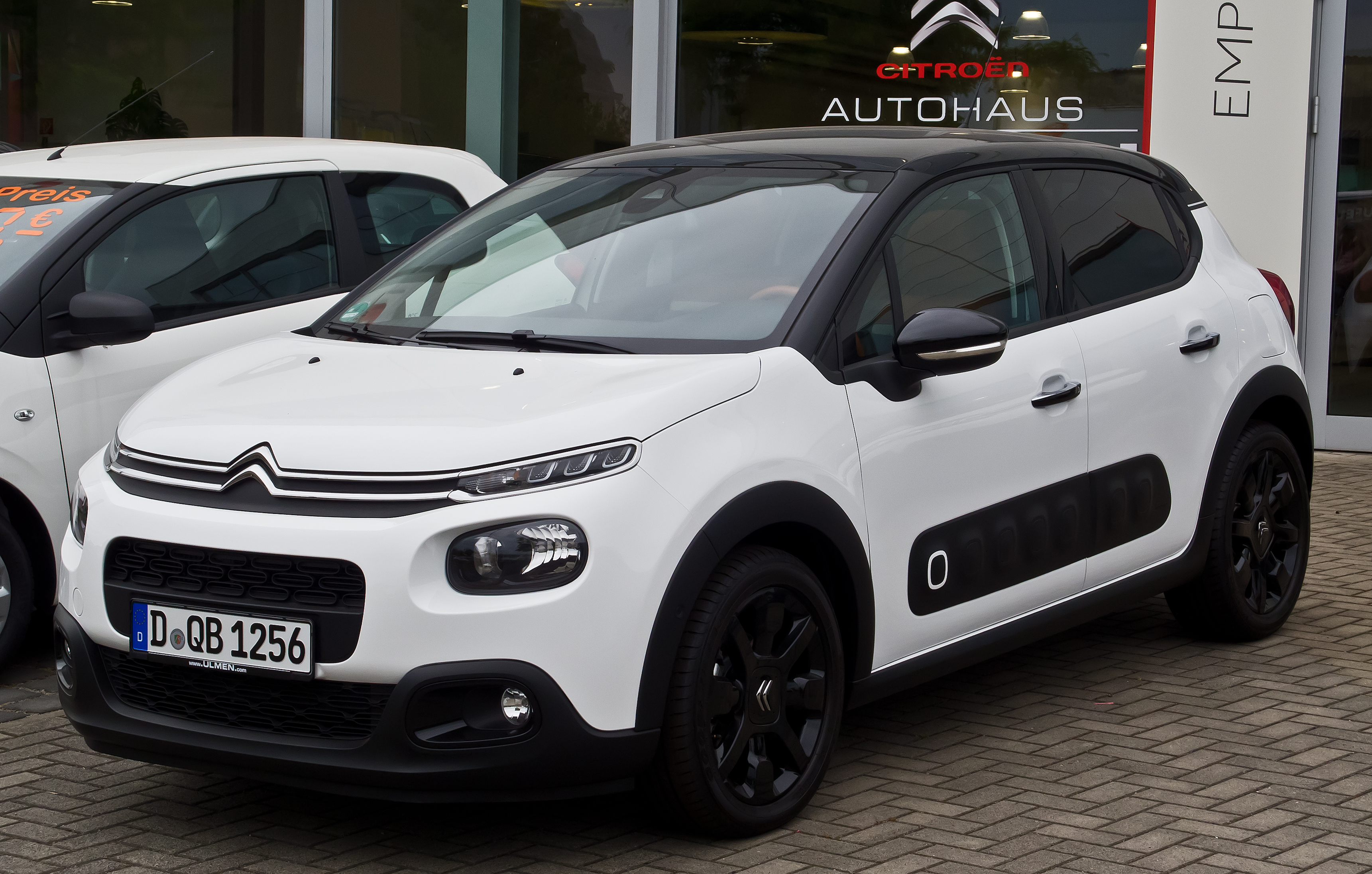
Citroën C3
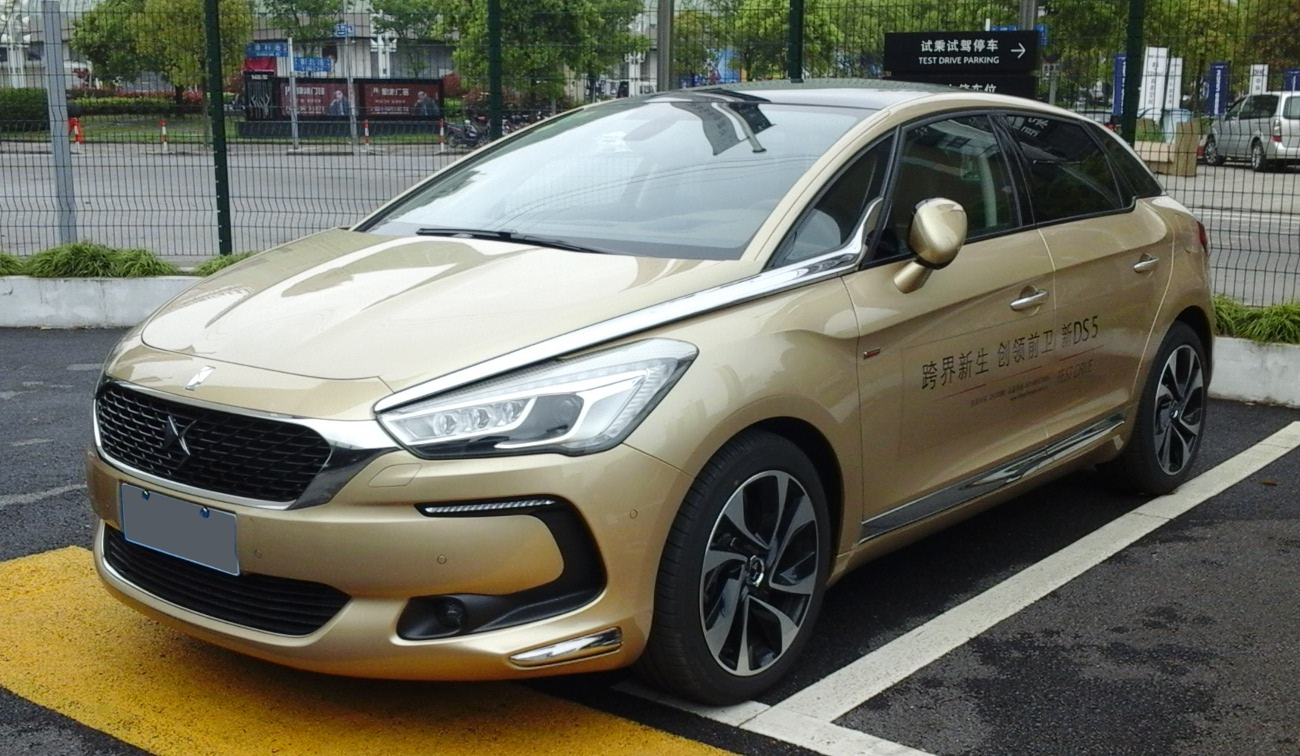
DS 5
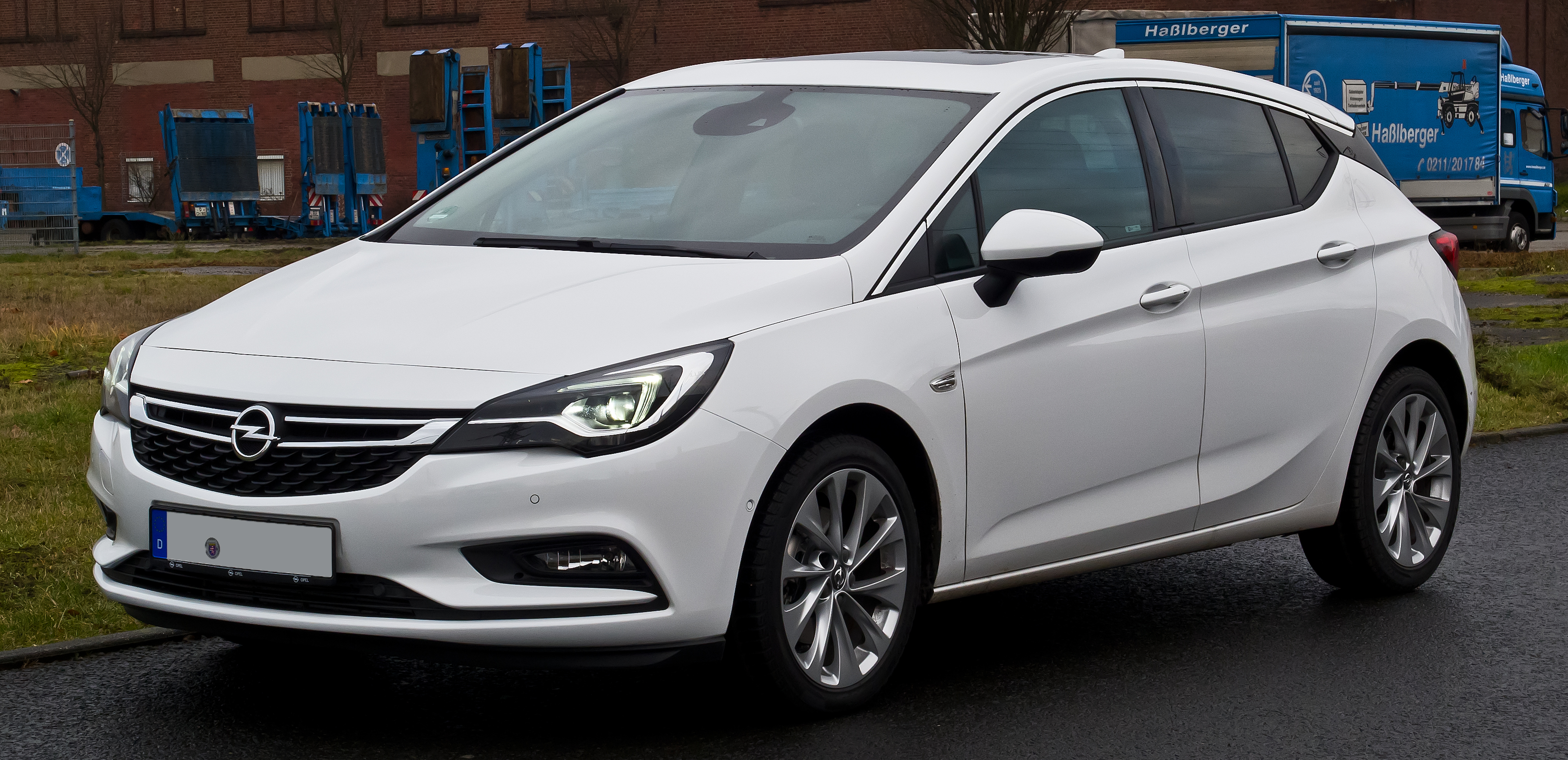
Opel Astra